# Ministre de l'Environnement, du Climat et de l'Énergie (Irlande)
Le ministre de l'Environnement, du Climat et de l'Énergie (en anglais : Minister for Environment, Climate and Energy, en irlandais : An tAire Comhshaoil, Aeráide agus Fuinnimh) est le ministre chargé du département des Communications, de l'Action pour le Climat et de l'Environnement au sein du gouvernement de l'Irlande. Depuis sa création en 1921, le nom de ce ministère a changé de nombreuses fois.

## Liste des ministres
| Directeur des Pêches, 1919–1921                                                          |                   |                   |       |                     |
| Nom                                                                                      | Période           | Période           | Parti | Parti               |
| Seán Etchingham                                                                          | 2 avril 1919      | 26 août 1921      |       | Sinn Féin           |
| Secrétaire des Pêches, 1921–1922                                                         |                   |                   |       |                     |
| Nom                                                                                      | Période           | Période           | Parti | Parti               |
| Seán Etchingham                                                                          | 26 août 1921      | 9 janvier 1922    |       | Sinn Féin           |
| Ministre des Pêches, 1922–1930                                                           |                   |                   |       |                     |
| Nom                                                                                      | Période           | Période           | Parti | Parti               |
| Fionán Lynch                                                                             | 14 décembre 1922  | 3 avril 1930      |       | Cumann na nGaedheal |
| Ministre des Terres et des Pêches, 1930–1937                                             |                   |                   |       |                     |
| Nom                                                                                      | Période           | Période           | Parti | Parti               |
| Fionán Lynch                                                                             | 3 avril 1930      | 9 mars 1932       |       | Cumann na nGaedheal |
| P. J. Ruttledge                                                                          | 9 mars 1932       | 8 février 1933    |       | Fianna Fáil         |
| Joseph Connolly                                                                          | 8 février 1933    | 29 mai 1936       |       | Fianna Fáil         |
| Frank Aiken                                                                              | 3 juin 1936       | 11 novembre 1936  |       | Fianna Fáil         |
| Gerald Boland                                                                            | 11 novembre 1936  | 21 juillet 1937   |       | Fianna Fáil         |
| Ministre des Terres, 1937–1977                                                           |                   |                   |       |                     |
| Nom                                                                                      | Période           | Période           | Parti | Parti               |
| Gerald Boland                                                                            | 21 juillet 1937   | 8 septembre 1939  |       | Fianna Fáil         |
| Thomas Derrig (1re période)                                                              | 8 septembre 1939  | 2 juillet 1943    |       | Fianna Fáil         |
| Seán Moylan                                                                              | 2 juillet 1943    | 18 février 1948   |       | Fianna Fáil         |
| Joseph Blowick (1re période)                                                             | 18 février 1948   | 7 mars 1951       |       | Clann na Talmhan    |
| Thomas Derrig (2e période)                                                               | 13 juin 1951      | 2 juin 1954       |       | Fianna Fáil         |
| Joseph Blowick (2e période)                                                              | 2 juin 1954       | 20 mars 1957      |       | Clann na Talmhan    |
| Erskine Childers                                                                         | 20 mars 1957      | 23 juillet 1959   |       | Fianna Fáil         |
| Micheál Ó Móráin                                                                         | 23 juillet 1959   | 26 mars 1968      |       | Fianna Fáil         |
| Pádraig Faulkner                                                                         | 26 mars 1968      | 2 juillet 1969    |       | Fianna Fáil         |
| Seán Flanagan                                                                            | 2 juillet 1969    | 14 mars 1973      |       | Fianna Fáil         |
| Tom Fitzpatrick (1re période)                                                            | 14 mars 1973      | 2 décembre 1976   |       | Fine Gael           |
| Paddy Donegan                                                                            | 2 décembre 1976   | 9 février 1977    |       | Fine Gael           |
| Ministre des Pêches, 1977–1978                                                           |                   |                   |       |                     |
| Nom                                                                                      | Période           | Période           | Parti | Parti               |
| Paddy Donegan                                                                            | 9 février 1977    | 5 juillet 1977    |       | Fine Gael           |
| Brian Lenihan                                                                            | 5 juillet 1977    | 15 juillet 1978   |       | Fianna Fáil         |
| Ministre des Pêches et des Forêts, 1978–1986                                             |                   |                   |       |                     |
| Nom                                                                                      | Période           | Période           | Parti | Parti               |
| Brian Lenihan                                                                            | 15 juillet 1978   | 11 décembre 1979  |       | Fianna Fáil         |
| Paddy Power                                                                              | 12 décembre 1979  | 30 juin 1981      |       | Fianna Fáil         |
| Tom Fitzpatrick (2e période)                                                             | 30 juin 1981      | 9 mars 1982       |       | Fine Gael           |
| Brendan Daly (1re période)                                                               | 9 mars 1982       | 14 décembre 1982  |       | Fianna Fáil         |
| Paddy O'Toole (1re période)                                                              | 14 décembre 1982  | 14 février 1986   |       | Fine Gael           |
| Liam Kavanagh                                                                            | 14 février 1986   | 19 février 1986   |       | Travailliste        |
| Ministre du Tourisme, des Pêches et des Forêts, 1986–1987                                |                   |                   |       |                     |
| Nom                                                                                      | Période           | Période           | Parti | Parti               |
| Liam Kavanagh                                                                            | 19 février 1986   | 20 janvier 1987   |       | Travailliste        |
| Paddy O'Toole (2e période)                                                               | 20 janvier 1987   | 10 mars 1987      |       | Fine Gael           |
| Brendan Daly (2e période)                                                                | 10 mars 1987      | 20 mars 1987      |       | Fianna Fáil         |
| Ministre de la Marine, 1987–1997                                                         |                   |                   |       |                     |
| Nom                                                                                      | Période           | Période           | Parti | Parti               |
| Brendan Daly (2e période)                                                                | 20 mars 1987      | 12 juillet 1989   |       | Fianna Fáil         |
| John Wilson                                                                              | 12 juillet 1989   | 11 février 1992   |       | Fianna Fáil         |
| Michael Woods (2e période)                                                               | 11 février 1992   | 12 janvier 1993   |       | Fianna Fáil         |
| David Andrews                                                                            | 12 janvier 1993   | 15 décembre 1994  |       | Fianna Fáil         |
| Hugh Coveney                                                                             | 15 décembre 1994  | 23 mai 1995       |       | Fine Gael           |
| Seán Barrett                                                                             | 23 mai 1995       | 26 juin 1997      |       | Fine Gael           |
| Michael Woods (2e période)                                                               | 26 juin 1997      | 12 juillet 1997   |       | Fianna Fáil         |
| Ministre de la Marine et des Ressources naturelles, 1997–2002                            |                   |                   |       |                     |
| Nom                                                                                      | Période           | Période           | Parti | Parti               |
| Michael Woods (2e période)                                                               | 12 juillet 1997   | 27 janvier 2000   |       | Fianna Fáil         |
| Frank Fahey                                                                              | 27 janvier 2000   | 6 juin 2002       |       | Fianna Fáil         |
| Ministre des Communications, de la Marine et des Ressources naturelles, 2002–2007        |                   |                   |       |                     |
| Nom                                                                                      | Période           | Période           | Parti | Parti               |
| Dermot Ahern                                                                             | 6 juin 2002       | 29 septembre 2004 |       | Fianna Fáil         |
| Noel Dempsey                                                                             | 29 septembre 2004 | 14 juin 2007      |       | Fianna Fáil         |
| Ministre des Communications, de l'Énergie et des Ressources naturelles, 2007–2016        |                   |                   |       |                     |
| Nom                                                                                      | Période           | Période           | Parti | Parti               |
| Eamon Ryan                                                                               | 14 juin 2007      | 23 janvier 2011   |       | Parti vert          |
| Pat Carey                                                                                | 23 janvier 2011   | 9 mars 2011       |       | Fianna Fáil         |
| Pat Rabbitte                                                                             | 9 mars 2011       | 11 juillet 2014   |       | Travailliste        |
| Alex White                                                                               | 11 juillet 2014   | 6 mai 2016        |       | Travailliste        |
| Ministre des Communications, de l'Action pour le Climat et de l'Environnement, 2016-2020 |                   |                   |       |                     |
| Nom                                                                                      | Période           | Période           | Parti | Parti               |
| Denis Naughten                                                                           | 6 mai 2016        | 11 octobre 2018   |       | Sans étiquette      |
| Richard Bruton                                                                           | 11 octobre 2018   | 27 juin 2020      |       | Fine Gael           |
| Ministre de l'Environnement, du Climat et des Communications (2020-2025)                 |                   |                   |       |                     |
| Nom                                                                                      | Période           | Période           | Parti | Parti               |
| Eamon Ryan                                                                               | 27 juin 2020      | 23 janvier 2025   |       | Parti vert          |
| Ministre de l'Environnement, du Climat et de l'Énergie (depuis 2025)                     |                   |                   |       |                     |
| Nom                                                                                      | Période           | Période           | Parti | Parti               |
| Darragh O'Brien                                                                          | 23 janvier 2025   | en cours          |       | Fianna Fáil         |